# Geschichte des Kantons Luzern
Die Geschichte des Kantons Luzern umfasst die Entwicklungen auf dem Gebiet des schweizerischen Kantons Luzern von der Urgeschichte bis zur Gegenwart. Der moderne Kanton Luzern entstand seit dem Hochmittelalter aus einem Stadtstaat, der in seiner grössten Ausdehnung weitgehend den heutigen Kantonsgrenzen entsprach.

## Vorluzernische Zeit

### Besiedlung
Das Gebiet des heutigen Kantons Luzern war seit der Jungsteinzeit kontinuierlich besiedelt. Später lebten an den sonnigen und guten Lagen des Kantons zuerst Kelten, die zwischen 800 und 300 v. Chr. in die Zentralschweiz einwanderten. Nach der Eroberung durch die Römer um 15 v. Chr. wurde die Region in das Römische Reich integriert und die Kelten nach und nach romanisiert. Zu dieser Zeit wurde hier anscheinend kein markantes Zentrum gebildet. Seit dem 6. Jahrhundert drangen von Norden her den Flussläufen entlang die Alamannen ein und überlagerten die vorhandene Bevölkerung.

### Kirche
Mit der Christianisierung im Frühmittelalter werden die ersten Spuren kirchlicher Organisation spürbar, die sich bei ihrer Entstehung in der Regel an vorgegebene weltliche Gebietsstrukturen anlehnte. Ihr war eine ausserordentlich lange Nachwirkung beschieden. Von den grossen Talpfarreien Willisau, Ruswil, Sursee, Hochdorf und Luzern aus entwickelte sich die mittelalterliche, teilweise bis heute gültige Pfarreieinteilung. Mitte des 8. Jahrhunderts entstand zudem das Kloster im Hof in Luzern, das 1456 in ein Chorherrenstift umgewandelt wurde, und im 10. Jahrhundert das Stift Beromünster. Vor 1183 wurde die Johanniterkommende Hohenrain, 1194/1196 das Zisterzienserkloster St. Urban gegründet. Im 13. Jahrhundert folgten sukzessive Niederlassungen der Zisterzienserinnen in Ebersecken (1275), der Reuerinnen (Dominikanerinnen) in Neuenkirch (1240/1282) und der Augustinerinnen in Eschenbach (1294). Die Deutschritterkommende Hitzkirch entstand vor 1237. Alle diese Klöster gingen auf Stiftungen des lokalen Adels zurück. Das Zisterzienserinnenkloster Rathausen verdankte seine Entstehung 1245 einem reichen Luzerner Bürger, während beim Aufbau des Franziskanerklosters in Luzern um 1260 Bürger und Adel zusammenwirkten.

### Adel
Im 12./13. Jahrhundert sind in vagen Umrissen adelige Herrschaftsräume fassbar. Im Südwesten dominierten die Freiherren von Wolhusen, im Raum Luzern die Fürstabtei Murbach und das von ihr abhängige Kloster Luzern zusammen mit den Freiherren von Rothenburg und im Südosten die Freiherren von Eschenbach. Sie alle verschwanden gegen Ende des 13. und zu Anfang des 14. Jahrhunderts. Im Norden dominierten mit Schwergewicht im Bereich der Stiftsherrschaft von Beromünster die Grafen von Lenzburg und nach ihnen die Grafen von Kyburg und von Habsburg. Im 13./14. Jahrhundert war fast das ganze Territorium, seit 1291 auch die ehemalige Klosterherrschaft Murbach mit Luzern in die junge Landesherrschaft des Hauses Habsburg-Österreich eingebettet.

## Das Alte Luzern

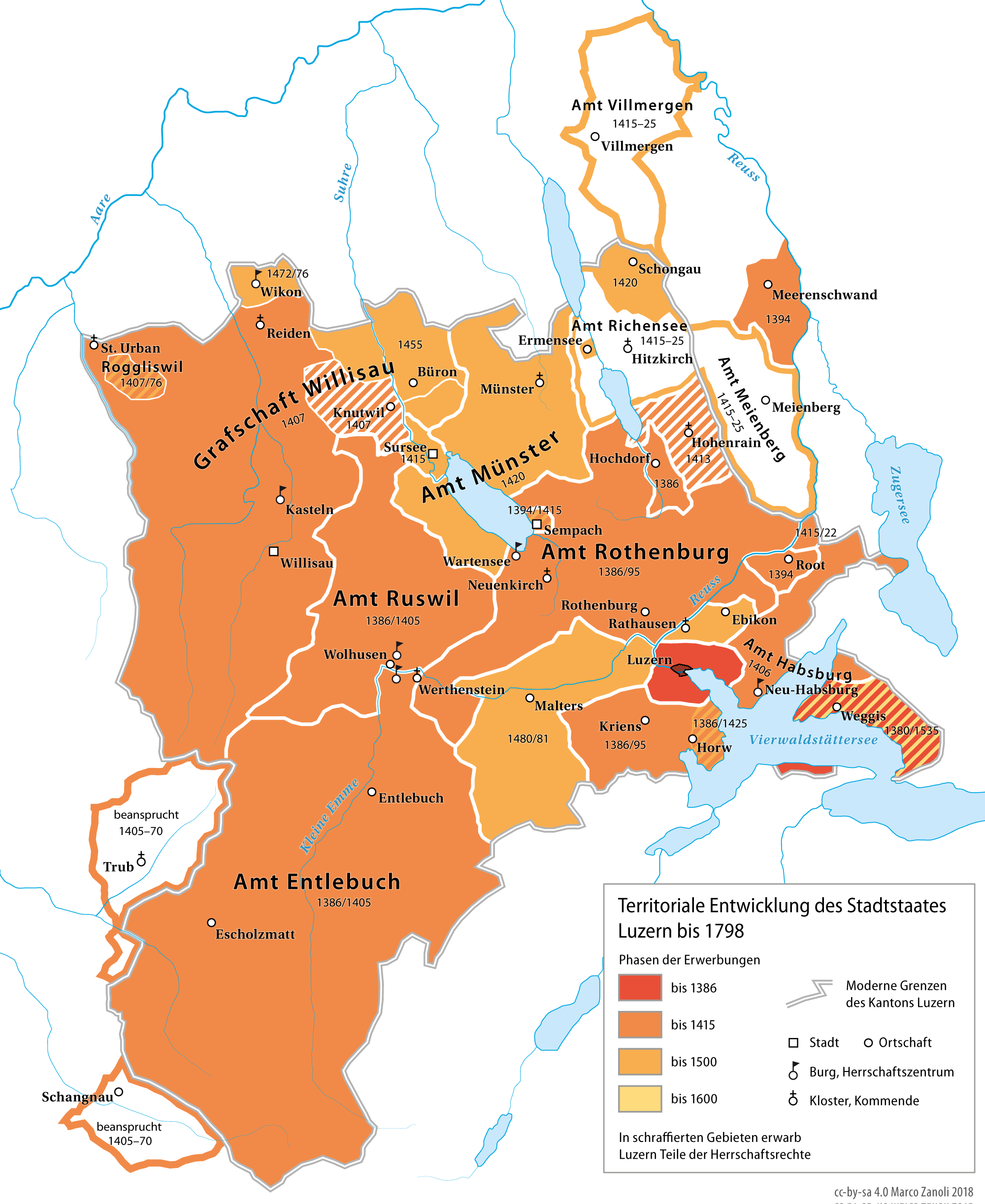
Karte der territorialen Entwicklung des Luzerner Stadtstaates bis 1798

Der Kanton Luzern vor 1798

### Von der Stadt zum Stadtstaat
Die Siedlung im Zentrum der Klosterherrschaft Murbach/Luzern, welche verkehrsgünstig am See und an der Reuss zugleich gelegen war, entwickelte sich um 1200 vom Markt zur Stadt. Als politischer und wirtschaftlicher Mittelpunkt zwischen dem Jura, dem unteren Aaretal, Brugg und dem Alpenrand gewann sie einige Bedeutung. Das lockere Herrschaftsgefüge des 13. Jahrhunderts ermöglichte eine eigene Entwicklung (1252 Geschworener Brief), die nach der Eingliederung in die grosse österreichische Landesherrschaft 1291 weiterwirkte. Das Streben nach Wahrung einer gewissen Eigenständigkeit zwang den Rat einige Jahre später zur Auseinandersetzung mit Habsburg, in deren Verlauf Luzern seine alten Reserven gegenüber den Nachbarn in den Alpentälern beiseiteschieben musste. Um die Unterstützung der drei Waldstätte zu erhalten, war die Stadt mehr oder weniger gezwungen, den Bund von 1332 zu schliessen. Seit der Mitte des 14. Jahrhunderts lockerten sich die Bande zur Herrschaft Österreich zusehends rascher.
Seit dem 13. Jahrhundert hatten in der Stadt ansässige Ministerialen und Bürger Herrschaftslehen im Umkreis Luzerns inne. 1380 setzte mit dem Erwerb von Weggis eine eigentliche städtische Territorialpolitik ein, die mit den Erwerbungen im Sempacherkrieg (1386), der Übernahme des Amtes Willisau (1407) und der Eroberung des Aargaus (1415) die grössten Schübe erlebte. Bis um 1480 nahm die Stadt die letzten um Luzern gelegenen Vogteien, die bis anhin Privatbesitz einzelner Bürgerfamilien gewesen waren, in ihre eigenen Hände. 1579 folgte noch Knutwil, und 1803 erreichte der Kanton mit dem Tausch des Amtes Merenschwand (Aargau) gegen das Amt Hitzkirch seine heutige Ausdehnung. Das Staatsgebiet umfasste vor 1798 neben Stadt und Amt Luzern die beiden Landstädte Sempach und Sursee, welche innerhalb der Luzerner Landeshoheit relativ autonom blieben, die grossen, von Kleinräten regierten Landvogteien Willisau, Rothenburg, Entlebuch, Ruswil und Michelsamt, die kleinen, von Grossräten verwalteten Ämter Habsburg, Merenschwand, Büron/Triengen, Malters/Littau, Kriens/Horw, Weggis, Knutwil und Ebikon, ferner die Schlossvogtei Wikon und die Seevogtei Sempach.

### Bevölkerung und Wirtschaft
Die Stadt Luzern erlebte in der Zeit der frühen Stadtentwicklung von etwa 1200 bis 1350 ein rasches Wachsen der Bevölkerung und wird schliesslich über 4000 Seelen gezählt haben. Im 15. Jahrhundert trat ein Rückgang ein, der um 1470 seinen Tiefpunkt erreicht haben dürfte. Erst um 1800 zählte Luzern wieder 4300 Einwohner. Die Zahl stieg bis 1850 auf 11'000 und strebte dann bis um 1960/1970 mit über 70'000 Einwohnern dem bisherigen Höchststand zu. Der gesamte Kanton dürfte um 1450, als die Bevölkerungsdichte der Landschaft stark verdünnt war, nur etwa 15'000–16'000 Einwohner gezählt haben. Doch dann wuchs die Zahl wieder an, erreichte 150 Jahre später rund 26'000 und um 1800 (mit Hitzkirch) über 90'000, 1850 133'000, 1900 146'500 Einwohner. In unserem Jahrhundert hat sie sich mehr als verdoppelt und erreichte 1991 326'000 Einwohner.
Die wirtschaftliche Struktur des Kantonsgebiets war bis an die Schwelle des letzten Jahrhunderts von der Landwirtschaft geprägt. Man unterschied bis etwa 1870/1880 drei Regionen, nämlich die Zone der Einzelhofsiedlungen mit vorwiegender Viehwirtschaft im Süden, den Gürtel des Feldgrasbaus in der Mitte und die Dorfsiedlungen mit ihrem Ackerbau im nördlichen Drittel des Kantons. Handwerk und Gewerbe entfalteten sich wie überall in den Städten. Auf der Landschaft entwickelten sie sich aus den bäuerlichen Nebengewerben, die sich erst im Ancien Régime verselbständigten und zünftische Organisationen hervorbrachten. Handel wurde vor allem in der Stadt Luzern betrieben, doch fallen die grössten Aktivitäten in die Zeit des ausgehenden 13. und frühen 14. Jahrhunderts, was mit dem erstmals spürbaren Aufschwung des Güterverkehrs über den Gotthard zusammenhing. Der Handel wie auch die handwerklichen Leistungen, die besonders in der Metallverarbeitung eine gewisse Bedeutung erreicht hatten, traten zurück, je mehr Ratsherren und Bürger in der Verwaltung des Territoriums Beschäftigung fanden.
Heimarbeit im Leinengewerbe, bald auch in der Baumwoll- und Seidenverarbeitung breitete sich im 17. und 18. Jahrhundert in den nördlich auslaufenden Tälern und im Entlebuch aus, wobei sich eine Schicht landschaftlicher Kleinverleger ausbildete, neben denen aber besser ausgestattete und grössere Verleger aus dem benachbarten Bern- oder nahen Zürichbiet arbeiten liessen. Auch der Luzerner Rat förderte die Heimarbeit, doch mit wenig Erfolg. Trotzdem erlangten mehrere selbständige Luzerner Verleger, die im 18. Jahrhundert in den Tälern um den Vierwaldstättersee Seidenfabrikation betrieben, einige Bedeutung.

### Alte Verfassung
Die Gruppenbildung innerhalb der Stadt und insbesondere innerhalb der Räte war verboten. Dieses Verbot ging auf den Geschworenen Brief von 1252 zurück, in welchem der Rat und die Bürger zusammen mit dem Vogt von Rothenburg das Friedensrecht der Stadt fixierten. Dieses städtische Grundgesetz galt mit Modifikationen und Erweiterungen bis ins frühe 19. Jahrhundert. Als schwerer Verstoss dagegen wurde etwa der Pfyffer-Amlehnhandel gewertet, der 1569 ausgetragen wurde. Der Rat zog vier Schultheissen und führende Ratsherren zur Rechenschaft, weil sie geheime Absprachen über Ämterbesatzungen und Pensionenverteilung getroffen hatten, bestrafte sie und setzte sie ab. Im 18. Jahrhundert wurden im Schumacher-Meyer-Handel mehrere Staatsprozesse durchgeführt, bei denen die konservativ-kirchlich gesinnte Familie Schumacher und die Familie Meyer von Schauensee als Vertreter der Aufklärung gegenseitige Verfehlungen in der Wahrnehmung öffentlicher Ämter aufdeckten und sich mit Hilfe der Rechtsprechung bis zum äussersten bekämpften.
Aus dem Kreis der Bürgerschaft der Stadt Luzern rekrutierten sich der Kleine Rat, der immer 36 Mitglieder umfasste, und der Grosse Rat mit zuerst hundert, seit dem Ende des 15. Jahrhunderts jedoch 64 Mitgliedern. So wurde die Bezeichnung Rät und Hundert üblich. Wie in kaum einer anderen Stadt vermochte in Luzern der Kleine Rat seine Rolle als bestimmendes Organ sowohl gegenüber der Bürgerschaft als auch gegenüber dem Grossen Rat zu zementieren. Von jeher ergänzte er sich selbst, während er es widerwillig zuliess, dass bei den Wahlen in den Grossen Rat beide Räte zusammenwirkten. Die Gemeinde der Bürger war vom aktiven, nicht aber vom passiven Wahlrecht ausgeschlossen. Als im 17. Jahrhundert die Epidemien aufhörten, die Ausfälle zurückgingen und die bisherige Fluktuation unter den Geschlechtern ausblieb, schloss sich das Patriziat ab und monopolisierte die Regimentsfähigkeit für einen genau umschriebenen Kreis von Familien. Damit folgte das Luzerner Patriziat dem Trend der Zeit zur Aristokratisierung der Herrschaft. Zu gleicher Zeit wurde der Zugang zum Bürgerrecht zuerst erschwert, dann ganz verunmöglicht (Fundamentalgesetz 1773). Revolten wie der Burgerhandel von 1651/1653 vermochten keine nachhaltige Änderung dieser Praxis zu bewirken.
Alle Initiative und alle Entscheidungen behielt sich der Kleine Rat vor, der sich aus der mittelalterlichen Vogteigewalt herausgebildet und weiterentwickelt hatte. Luzerns Gemeinde der Bürger versammelte sich nur zusammen mit dem Rat. Sie handelte nur auf dessen Veranlassung und fasste Beschlüsse über Angelegenheiten, in denen sich die Gesamtgemeinde unter Eid band, wie über die innere und äussere Sicherheit, über Gebietserwerbungen, über Steuererhebung und über Verträge und Bündnisse. Die oberste Gewalt Luzerns übte das gemeinsame Gremium des Kleinen und Grossen Rates, eben Rät und Hundert, aus, das sich in wichtigen Sachen der Unterstützung durch die Gemeinde versicherte. Doch auch der Grosse Rat wirkte nur beschränkt mit. Er wurde nach einer Formulierung des 18. Jahrhunderts nur „bey wichtigen Stands- und Landes-Geschäften, Handlungen mit fremden Machten, Malefiz-Fällen und Appellationen etc.“ beigezogen. Haupt der beiden Räte und damit Standeshaupt war der Schultheiss, doch den formellen Ratsvorsitz übte der seit 1428 halbjährlich neu bestellte Ratsrichter aus, der in der Repräsentation im Hintergrund blieb. Die beiden Räte teilten die immer zahlreicheren nebenamtlichen Amtsstellen unter sich auf, den Säckelmeister wie die Zoller oder den Unterstrassenmeister, während die weniger begehrten Ämter den Bürgern überlassen wurden. Auch der Stadtschreiber durfte nicht den Räten angehören, denn er musste von der Gemeinde sein.

### Von der Territorialherrschaft zum Staat
Die Territorialherrschaft lag bis 1798 stets bei der Stadt Luzern. Diese beauftragte ihre Vögte, die Herrschaftsrechte auf der Landschaft, die von Amt zu Amt wechselten, wahrzunehmen. Der Kleine Rat sah sich verhältnismässig früh einem grossen und geschlossenen Territorialkomplex gegenüber. Schon um 1400, verstärkt seit 1415 musste er seine Landesherrschaft auf eine solidere Basis stellen. Wesentlich war in diesem Prozess, dass Luzern 1415 seine herrschaftliche Bindung als österreichische Landstadt abstreifen konnte und König Sigismund die Stadt für reichsunmittelbar erklärte. Der Rat dehnte 1420/1421 den Luzerner Stadtfrieden auf seine ganze Landschaft aus. Die Wahrung des Friedens war nur möglich, wenn die Stadt als Herrin der Landschaft Schutz und Schirm sicherzustellen vermochte. Diese Aufgabe bot die Grundlage dafür, in einem langandauernden Verdichtungsprozess zunächst die Landesherrschaft, im 16./17. Jahrhundert die Landeshoheit und seit dem ausgehenden 17. Jahrhundert den absolutistischen Staat durchzusetzen.
Im letzten Drittel des 16. Jahrhunderts erfuhr die Wahrnehmung hoheitlicher Funktionen einen Intensivierungsschub. Die Angst vor der Intervention der reformierten Orte förderte den Ausbau der Militärorganisation, der ein Kriegsrat vorstand, wohl die erste ständige Kommission Luzerns. Zur Wahrung der eidgenössischen Neutralität beteiligte sich Luzern seit der Mitte des 17. Jahrhunderts am Defensionale und entsandte immer wieder Truppen in den Raum Basel, um sich an den Grenzbesetzungen zu beteiligen. Im 18. Jahrhundert wurde die dienstpflichtige Mannschaft in Brigaden und Kompanien eingeteilt. Eine andere Aufgabe, die im letzten Drittel des 16. Jahrhunderts Stadt und Land zu bedrängen begann, war die steigende Zahl der Armen, die das starke Anwachsen der Bevölkerung verrät. Man empfand die vielen Armen als Plage und begann, die Fürsorge für die einheimischen Armen einzurichten und die fremden Armen fortzuweisen. Um diese drängende Aufgabe zu bewältigen, war der Rat als Obrigkeit gefordert. Für die einheimischen Armen sorgte der um 1600 noch aus Geistlichen und Ratsherren, im 18. Jahrhundert nur noch aus Ratsherren zusammengesetzte Almosenrat, und die fremden verwies man in gross angelegten, von der Obrigkeit inszenierten Landjagden des Kantons. Mitte des 18. Jahrhunderts verteilte Luzern auf der Landschaft Harschiere oder Landjäger und errichtete zum Schutze der Hauptstadt eine Stadtgarnison in Kompaniestärke.
Die Zahl der obrigkeitlichen Spezialkommissionen, -räte oder -kammern vermehrte sich vor allem im 18. Jahrhundert. So nannte Leu 1757/1788 in seinem Lexikon die Baukommission, die Recruekammer, die Salz- und die Sanitätskommission, die im heutigen Sanitätsrat fortlebt, und die 1714 geschaffene Civilkammer. 1762 wurde im Hinblick auf eine Art Wirtschaftsförderung die Staatsökonomiekommission eingerichtet. Es folgten der Schulrat, die Münzkammer, die Staatskommission, die Stadtgarnisonkammer, die Griesenbergische Kommission, die Waisenhauskommission, die Neualpkommission, die Jägerkammer, die Einteilungskammer, die Einschlagungskommission, ferner die Landsfriedliche Kommission, die Viktualienkammer, die Stadtpolizeikommission und schliesslich die Holzkommission.
Besondere Aufsicht übten die Schatzherren oder Deputierten ad aerarium (Staatsschatz) aus, andere über den Hofkirchenschatz, wieder andere wurden zur Abnahme der Klosterrechnungen abgeordnet oder zur Inspektion über die Hoforgeln. Nichts könnte besser illustrieren, wie sehr sich staatliche und kommunale städtische Aufgaben vermengten und in die Breite entwickelten. Die Ratsherren waren offensichtlich sehr beschäftigt, denn daneben war eine immer noch wachsende Zahl von staatlichen und kommunalen Ämtern zu bekleiden, die Klein- und Grossräten vorbehalten waren und weiterbestanden.

### Beherrschung der Landschaft
Die Vögte residierten mit wenigen Ausnahmen nicht in ihrer Vogtei, sondern verwalteten sie von Luzern aus. Ausnahmen waren der Schlossvogt auf Schloss Wikon, der Seevogt in der Seevogtei in Sempach und seit dem Bauernkrieg von 1653 der Landvogt im Landvogteischloss von Willisau. Die Vögte erschienen in der Regel nur sporadisch auf der Landschaft, so beim Aufritt und beim Schwörtag oder periodisch an bestimmten Gerichtstagen. An ihrer Stelle übten im Alltag die Weibel oder Untervögte die Aufsicht über das Verhalten der Bevölkerung aus. Seit etwa dem 16. Jahrhundert wurden der Stadt- und Amtsschreiber von Willisau und der Amts- und Fleckenschreiber von Beromünster der Zahl der Grossräte der Stadt Luzern entnommen. Einheimische Schreiber walteten als Landschreiber im Entlebuch und als Amtsschreiber in Ruswil. Im 17./18. Jahrhundert verfügte, wie wir den Gültkopien entnehmen können, fast jede Gemeinde über einen eigenen, meist bäuerlichen Schreiber. Versammlungen der Amts- und Twinggemeinden waren nur mit Einwilligung des Vogtes erlaubt und hatten sich auf die Amts- oder Gemeindeangelegenheiten zu beschränken.
Die Stellung der Landschaft gegenüber der Stadt und dem Rat war beachtlich und darf nicht unterschätzt werden. Der Amtsbereich der landschaftlichen Vorgesetzten war zwar strikte auf das jeweilige Amt eingeschränkt, doch auf Amtsebene waren sie gewohnt, Führungsaufgaben wahrzunehmen. Es war deshalb unvermeidlich, dass es zwischen der städtischen Herrschaft und Teilen der Landschaft periodisch zu Auseinandersetzungen kam, die sehr gefährliche Ausmasse annehmen konnten und die der Rat gelegentlich nur unter Mithilfe der Nachbarkantone zu bewältigen vermochte. Dabei beriefen sich die Ämter jeweils auf ihre hergebrachten Rechte und wehrten sich gegen neue Auflagen der Obrigkeit, die stets eine weitere Verdichtung der Landeshoheit zur Folge hatten. Den Entlebuchern musste Luzern schon im letzten Jahrzehnt des 14. Jahrhunderts erklären, wer Herr im Lande sei.

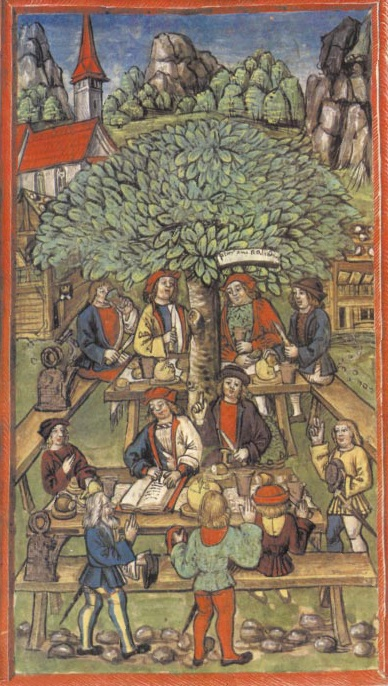
Amstaldenhandel, Peter Amstalden (im Hintergrund u.d. Baum) bei den Vorbereitungen

Als Luzern nach 1415 seine Landesherrschaft auszubauen und die Schraube leicht anzuziehen begann, wurde sofort Widerspruch laut. 1434 mussten die Entlebucher erneut Strafen auf sich nehmen. Als ihr Selbstbewusstsein in den Burgunderkriegen gewachsen war, liessen sie sich von Obwaldnern aufwiegeln; es kam 1478 zu Aufstandsvorbereitungen, und Peter Amstalden von Schüpfheim wurde hingerichtet. Von Willisau aus erhob sich die Landschaft im Zwiebelnkrieg von 1513 und zog vor die Stadt. Der Heringkrieg von 1570, der sich an neuen Abgaben und Bussen entzündete, blieb auf das Amt Rothenburg beschränkt. Nachdem es schon während des Dreissigjährigen Krieges da und dort gegärt hatte, brach 1653 im Zeichen einer schweren wirtschaftlichen Rezession die grösste aller luzernischen Aufstandsbewegungen aus: Der Bauernkrieg ergriff vom Entlebuch aus nicht nur grosse Teile der Luzerner Landschaft, sondern auch die bernische und solothurnische Nachbarschaft. Eine letzte grosse Bewegung entstand im Verlaufe des Zweiten Villmergerkrieges 1712, als die Landschaft unter dem Einfluss der Länder und geistlicher Kreise den Friedensvertrag, den der Rat mit Bern und Zürich ausgehandelt hatte, ablehnte und den Waffengang mit den Bernern erzwang. Der Niederlage folgte das Strafgericht. Noch im 18. und 19. Jahrhundert war der Rat ängstlich und wachsam gegenüber allen Regungen der Landschaft, die Opposition erwarten liessen.

### Luzern in der Eidgenossenschaft
Mit seiner Landschaft zusammen war Luzern in die spätmittelalterlichen Konflikte der Eidgenossenschaft im Innern und im Äusseren eingebunden. Im Auftrag des Reichs beteiligte sich die Stadt 1415 an der Eroberung des Aargaus. Ein Teil dieser Eroberungen blieb in luzernischer Hand, die Freien Ämter jedoch und die Grafschaft Baden, 1460 auch die Landschaft Thurgau und später noch das Rheintal und Sargans wurden Gemeine Herrschaften, in denen Luzern teils bis 1712, teils bis 1798 mitregierte. Die Expansionskraft der Schwyzer Richtung Mittelland bekam Luzern im 14./15. Jahrhundert verschiedentlich zu spüren, so im Raum Küssnacht und im Streit mit Weggis, das sich gegen die Herrschaft Luzerns wehrte, aber auch im Alten Zürichkrieg. Die ennetbirgischen Eroberungszüge des 15. Jahrhunderts ins Eschental (Domodossola) und in das heutige Tessin machte Luzern an vorderster Front mit, bis schliesslich im frühen 16. Jahrhundert die tessinischen Kommunen und Pieven endgültig eidgenössisch wurden; Luzern beteiligte sich an deren Verwaltung. Höhepunkt der kriegerischen Verwicklungen war der Burgunderkrieg (1474–1477). Sie liefen schliesslich in den italienischen Feldzügen zu Beginn des 16. Jahrhunderts aus und machten in den folgenden Jahrhunderten der Reisläuferei Platz.
Als Basel und die grösseren Mittellandstädte Zürich und Bern, in denen eine regere Geistigkeit lebendig war als in Luzern, mit ihren ausgedehnten Territorien die Reformation annahmen, blieb Luzern mit der übrigen Innerschweiz beim alten Glauben. Daraus erwuchsen Luzern bisher kaum gekannte vielfältige Führungsverpflichtungen. Politisch wurde der Stand zum Vorort der Katholischen Orte, die mit dem Rücken zur Wand der Alpen standen und die Angst der Isolation spürten. Das hatte zur Konsequenz, dass sich die Katholischen Orte, als sich im letzten Drittel des 16. Jahrhunderts der konfessionelle Gegensatz verschärfte, an die Mächte im Süden anlehnten, an Savoyen, an Spanien, das Mailand innehatte, an Österreich und an das Papsttum. Am meisten Staub wirbelte der Abschluss des Goldenen Bundes auf, in dem sich 1586 die sieben Orte zwecks Sicherung des katholischen Glaubens verbanden. Während indessen die Länderorte in den Kappelerkriegen (Erster Kappelerkrieg 1529/Zweiter Kappelerkrieg 1531) den Kampf gegen die Reformierten noch wesentlich mitgetragen hatten, war Luzern in den späteren Konfessionskriegen, den beiden Villmergerkriegen von 1656 und 1712, weitgehend auf sich allein gestellt.
Die Gesellschaft jener Zeit wuchs in strengere Massstäbe des geistigen und sittlichen Verhaltens hinein, denen Luzern nur mit Mühe zu folgen vermochte. Der offenkundige Reformwille des Rates blieb jahrzehntelang konzeptlos und entwickelte erst nach dem Konzil von Trient (1545–1563), der Konstanzer Diözesansynode von 1567 und dem Erscheinen des Nuntius (1579) konkrete Vorstellungen. Vom Reformgeist durchdrungen waren auch die neuen Orden, die allerdings nur mit Widerwillen nach Luzern kamen: 1574 nahmen die Jesuiten das höhere Schulwesen in die Hände, 1583 die Kapuziner die Volksseelsorge. Das ursprünglich einvernehmliche Wirken von Nuntius und Rat im gemeinsamen Anliegen der kirchlichen und religiösen Reformen driftete im 17. und erst recht im 18. Jahrhundert auseinander. Das liess eine eigentliche Konkurrenzsituation entstehen, für die der aufsehenerregende Udligenswiler Handel von 1725 ein markanter, aber nicht der einzige Ausdruck war. Hier spielte auch das Vordringen der Aufklärung hinein, vertiefte alte Gegensätze und liess neue wach werden. Sie intensivierte etwa den alten Antagonismus zwischen Stadt und Land und zwischen Geistlichkeit und Rat, was sich 1712 bereits zur Rebellion im Zweiten Villmergerkrieg auswuchs. Der Gegensatz des Staates und der aufgeklärteren städtischen Gesellschaft zur Kirche und zu religiösen Gruppen barg in sich den Keim für die gehässigen politischen Auseinandersetzungen des 19. und 20. Jahrhunderts.

## Der Kanton Luzern

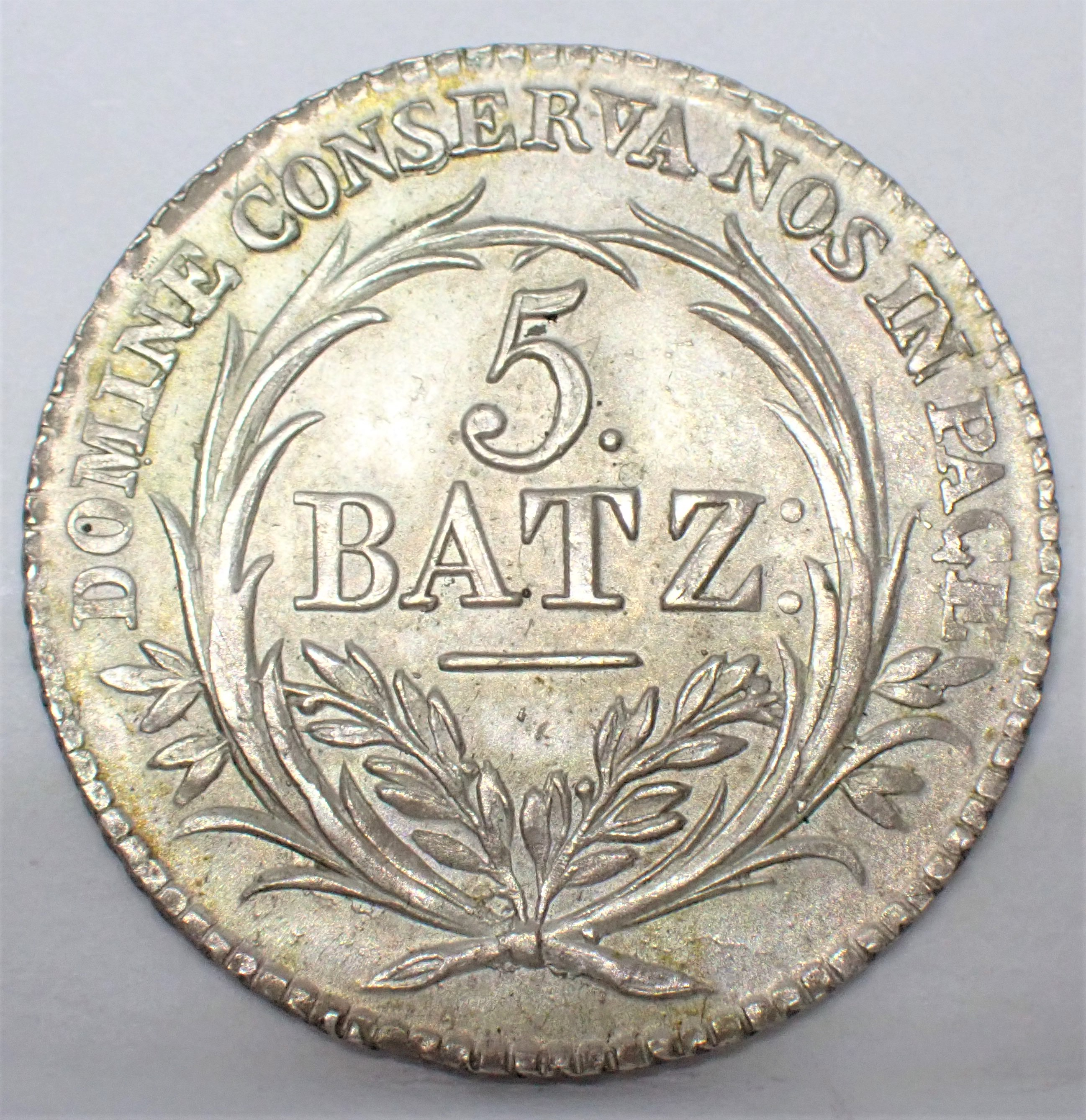
5 Batzen Luzern 1815, Avers

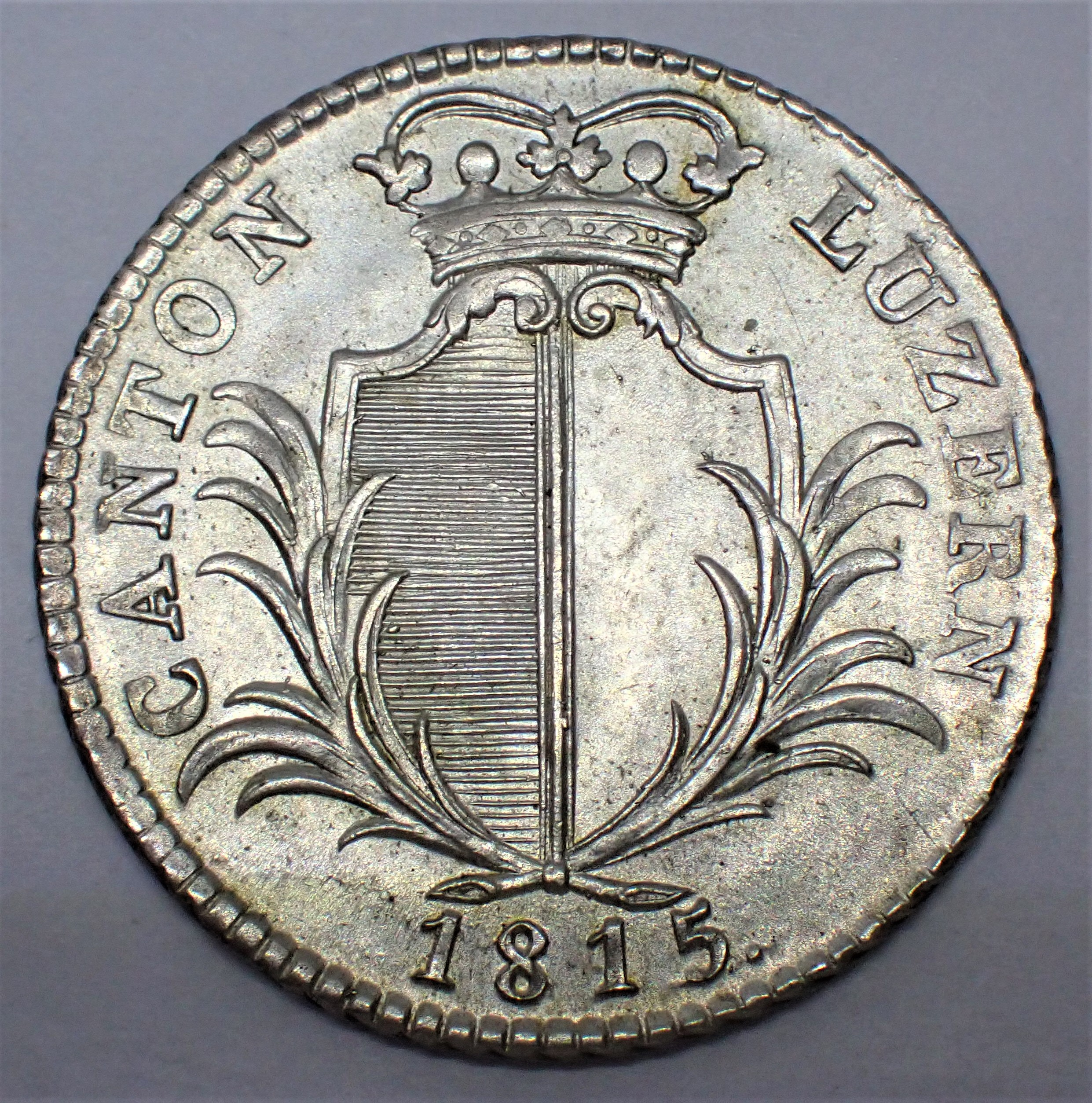
5 Batzen Luzern 1815, Revers

### Helvetik: Der Bruch und seine Langzeitwirkung
Die Helvetik bedeutete in der Geschichte der Eidgenossenschaft wie des Staates Luzern die tiefste Zäsur ihrer ganzen bisherigen Entwicklung. Wohl waren sich die Führungsschichten bewusst, dass der lose Bund ebenso wie die einzelnen Staaten reformbedürftig seien. Aus sich selbst fanden die Staatswesen jedoch nicht die Kraft, eine grundlegende Neugestaltung herbeizuführen. Von aussen musste ein neuer, rationalistischer Staatsgedanke aufgezwungen werden, der nur in den Köpfen einer Elite vorbereitet war. Die Nachwirkungen waren tiefgreifend. Gleichzeitig waren aber auch die Widerstände gross, so dass es ein halbes Jahrhundert dauerte, bis der Anstoss verarbeitet und wieder ein einigermassen stabiles, den Erfordernissen der Zeit angenähertes politisches System etabliert war.
Stadt und Landschaft Luzern konnten die Entwicklungen in Frankreich ab 1789 teilweise aus den Erzählungen von Augenzeugen und Betroffenen vernehmen. Soldaten und Offiziere mit unterschiedlichen, ja gegensätzlichen Erfahrungen sowie revolutionsfeindliche Emigranten vermittelten die Informationen. Neun Jahre nach dem Ausbruch der Französischen Revolution näherte sich eine Armee den Landesgrenzen, um die alte Eidgenossenschaft unter Druck zu setzen. Auch hier sollten die politischen Errungenschaften der Revolution verwirklicht werden. Die Drohgebärde genügte, weil den Luzerner Räten die neuen Ideen bekannt waren und insbesondere die jüngere Generation der Ratsherren ihnen ohnehin zuneigte. Im Januar 1798 leitete der Rat erste Massnahmen für eine gewaltfreie Reform des Staatssystems ein, und ein alarmierender Bericht der Luzerner Gesandten in Basel genügte, um am 31. Januar 1798 das Patriziat zur Abdankung zu bewegen. Sich auf die Menschenrechte berufend, die wesentlich unverjährbar und unveräusserlich in der Vernunft der Menschen ihre Grundlage haben, legten Schultheiss und Räte die Gewalt in die Hände des erstaunten und unvorbereiteten Volkes nieder und legten die Modalitäten des Übergangs fest. Die unmittelbare Folge der abrupten Abdankung war der Zerfall jeglicher Autorität. Der Versuch, die staatlichen Strukturen des Kantons Luzern aus eigener Kraft zu reorganisieren, konnte angesichts des raschen Vormarschs der französischen Armee nicht zu Ende geführt werden. Wie es die französischen Repräsentanten verlangten, wurde am 29. März in den Urversammlungen die helvetische Einheitsverfassung angenommen.
Der Kanton Luzern blieb bestehen. Er wurde jedoch lediglich ein Verwaltungsbezirk der einen und unteilbaren Helvetischen Republik, der die zentral ausgegebenen Anordnungen zu vollziehen hatte. Er wurde in neun Distrikte eingeteilt, nämlich Luzern, Hochdorf, Sempach, Beromünster, Sursee, Altishofen, Willisau, Ruswil und Schüpfheim. Die Distrikte setzten sich aus Munizipalitäten (Gemeinden) zusammen. Erstmals wurde die Gewaltentrennung durchgeführt, deren Konturen sich jedoch nach dem Scheitern der Helvetik wieder etwas verwischten und die erst 1829/1831 wieder zum Durchbruch gelangte.
Der Einheitsstaat, der 1798 aufgepfropft wurde, traf auf ein weitgehend unvorbereitetes Staatsvolk und wühlte es auf. Er blieb ein Experiment; trotzdem erschütterte er die politischen und gesellschaftlichen Strukturen in ihren Grundfesten und wurde zum Fanal, das allen Widerständen zum Trotz die Richtung der künftigen Staatsgestaltung wies. «1798» konnte indessen weder rückgängig gemacht, noch in seiner extremen Ausformung je realisiert werden. Auf kantonaler wie auf eidgenössischer Ebene begann ein jahrzehntelanges Ringen. Gewohnte alteidgenössische Strukturen wurden wieder hervorgeholt, doch hatte sie der Bruch der Kontinuität, den die Helvetik erzeugte, in ihrer Substanz völlig verändert. Die von Napoléon Bonaparte diktierte Mediationsverfassung kehrte zur föderalistischen Struktur der Eidgenossenschaft zurück. Der Kanton Luzern wurde innerhalb des Staatenbundes wieder weitgehend selbständig. Im Kanton blieb der bestimmende Einfluss der Landschaft gewahrt. Dieser wurde aber mit dem Staatsstreich von 1814 zurückgedrängt, so dass in der Restaurationsperiode das Vorrecht der Hauptstadt wieder zum Zuge kam.

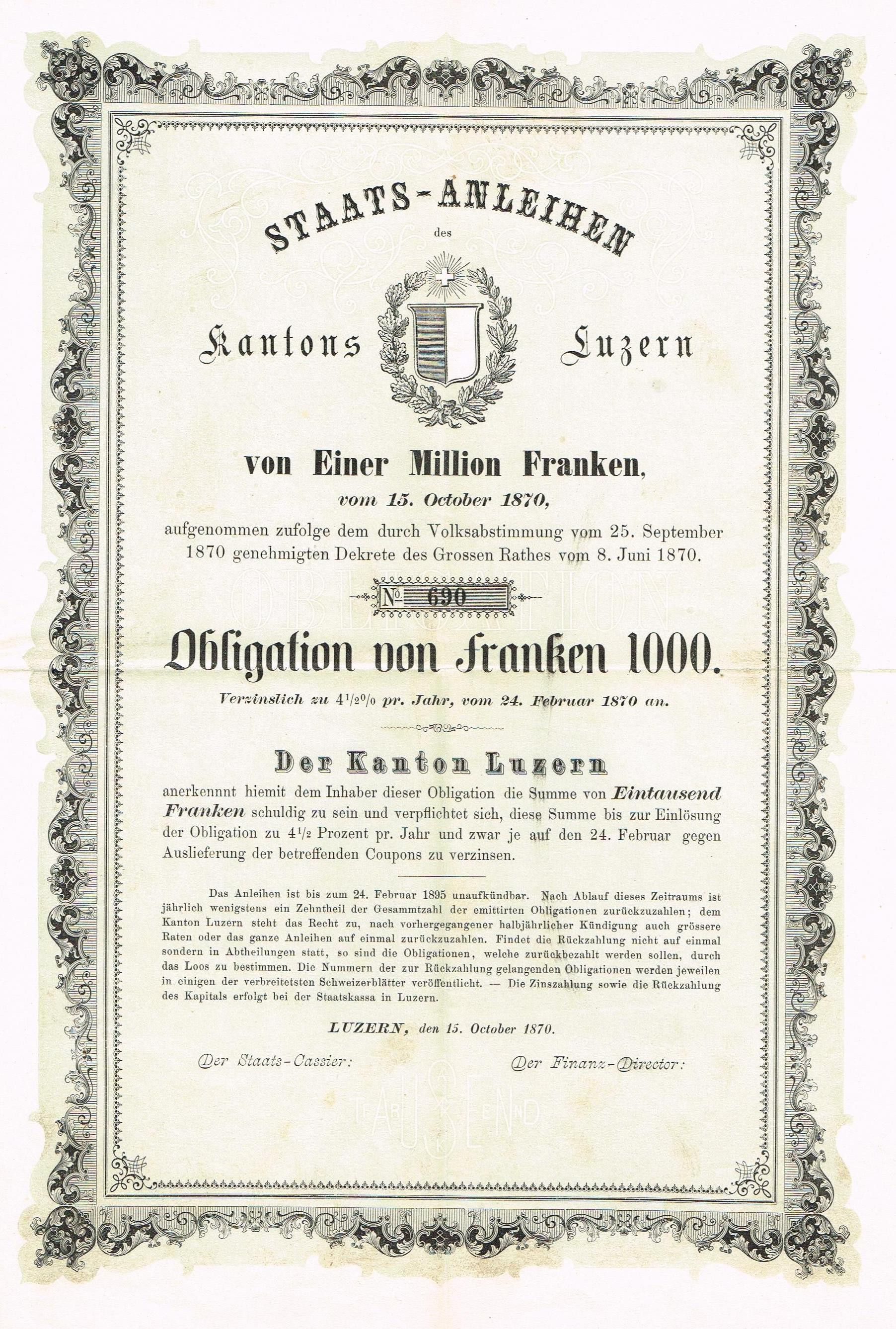
Obligation über 1000 Franken des Kantons Luzern vom 15. Oktober 1870

Dem Restaurationsregime erwuchs in den Räten eine Opposition junger Fortschrittsfreunde, denen 1829 eine erste Verfassungsrevision zugestanden werden musste. Was sie hier nicht erreichten, konnten sie im Zuge der breiten Volksbewegung im Herbst und Winter 1830/1831 in der Regenerationsverfassung durchsetzen. Nachdem schon in der Zeit der Restauration fortschrittliche Gesetze und Einrichtungen geschaffen worden waren, verfolgten die Liberalen in den dreissiger Jahren einen eifrigen Reformkurs, namentlich auch in kirchenpolitischer Hinsicht (Badener Artikel). Gegen diese Politik erwuchs aus religiös-konservativen und politisch-demokratischen bäuerlichen Kreisen, die sich gerne an den Urkantonen orientierten, eine wachsende Opposition. Diese lenkte 1840/1841 die fällige Revision der Verfassung in ihre Bahnen. Das 1841 installierte konservative Regime wandte sich, aufgeschreckt und in die Enge getrieben durch die Aargauer Klosteraufhebungen von 1841 und den Entrüstungssturm gegen die Jesuitenberufung (1844), gegen alle Bestrebungen einer Revision des Bundesvertrages von 1815. Die beiden Freischarenzüge von 1844 und 1845 konnten die erstrebte liberale Umwälzung nicht erzwingen, verstärkten dafür die Abwehrreaktionen Luzerns, das sich mit den gleichgesinnten innerschweizerischen Ständen, Freiburg und Wallis zusammen im Sonderbund verband. Dieser wurde im November 1847 in einem kurzen Feldzug von der Tagsatzungsmehrheit in die Knie gezwungen.
Obwohl nun wie in den dreissiger Jahren ein liberales Regime errichtet wurde, war Luzern im Grunde bis weit in das 20. Jahrhundert hinein in seiner inneren Verfassung verunsichert und nach aussen marginalisiert. Daran änderte auch der konservative Umschwung von 1871 nichts. Im Gegenteil, die vorherrschende politische Richtung bekundete einige Mühe, zeitgemässe politische, wirtschaftliche wie soziale Postulate rechtzeitig aufzunehmen. Eine Lockerung trat erst ein, als seit den 1950er-Jahren der wirtschaftliche Aufschwung in der Hochkonjunktur die beharrenden Kräfte in Frage stellte, dann beiseiteschob und schliesslich an ihre Stelle das Dogma der Innovation setzte. Damit einher ging eine wachsende soziale Durchlässigkeit und Mobilität. Entkrampfend wirkte auch der Aufbruch im Zweiten Vatikanischen Konzil, in dessen Gefolge allerdings ein eigentlicher Modernisierungsdurchbruch die bisher so konservative katholische Luzerner Gesellschaft erschütterte, teilweise säkularisierte und das, was der Kirche verbunden blieb, neuen Polarisierungen zuführte.

### Verfassungen und Staatsorganisation im 19./20. Jahrhundert
Der Kanton Luzern führte im 19. Jahrhundert nicht weniger als neun Verfassungsrevisionen durch. Sie waren meist mit politischen Umschwüngen verbunden. Die heute geltende Verfassung datiert vom 17. Juni 2007.
Staat und Verwaltung wurden nach dem Verschwinden der Helvetik 1803 neu organisiert. Vorhelvetische Einrichtungen wurden eigentlich nur dem Namen nach wieder eingeführt. Ihre Bestellung jedoch und ihr Inhalt waren völlig verändert. Das gilt weitgehend auch für die Restaurationsperiode. Der Trend des ganzen 19. Jahrhunderts ging Richtung Volkssouveränität, repräsentative Demokratie und Rechtsgleichheit. Die Staatsform war die einer einheitsstaatlichen Republik. Der Kanton wurde 1803/1804 in fünf heute noch bestehende Ämter eingeteilt, nämlich Luzern, Hochdorf, Sursee, Willisau und Entlebuch. Es waren dies Verwaltungsbezirke, die mit der Zeit auch als Gerichtssprengel und Grossratswahlkreise benützt wurden. Die Ämter ihrerseits setzten sich aus den Gemeinden und 33 Gemeindegerichten zusammen, die 1814 durch Bezirksgerichte ersetzt wurden. 1913 wurden die 19 Bezirksgerichte aufgehoben und sechs Amtsgerichte geschaffen. Die Zahl der Gemeinden pendelte sich bis 1889 auf 107 ein und blieb bis 2004 unverändert. Am 1. September 2004 erfolgte der erste Zusammenschluss des neuen Fusionsprojekts (siehe Gemeindefusionen in der Schweiz): Schwarzenbach wurde mit Beromünster zur neuen Gemeinde Beromünster vereinigt, wozu sich Gunzwil gesellen wird. Weitere Zusammenschlüsse wurden anfangs 2005 und anfangs 2006 vollzogen oder sind in Vorbereitung. Eine Grossfusion von 11 Gemeinden um Hitzkirch scheiterte im Frühjahr 2006 an der Urne.
Der Grosse Rat, der 1803 auf 60, 1814 auf 100 Mitglieder kam und heute 120 zählt, war nunmehr Träger der legislativen Gewalt. Das Wahlverfahren war lange Zeit verwickelt, und nur ein – freilich wachsender – Teil wurde vom Volk direkt gewählt. In den vierziger Jahren drangen erstmals Elemente der direkten Demokratie durch und der Grosse Rat wurde durch die Volkswahl bestellt. Aus seiner Mitte wählte der Grosse den Kleinen oder Täglichen Rat, der bald 15, bald 36 Mitglieder zählte. An der Spitze beider Räte standen die beiden Schultheissen. Der Kleine Rat, der seit 1841 Regierungsrat heisst, wurde in eine Reihe von festen Kommissionen (Kammern oder Räten) eingeteilt, die man auch Dikasterien nannte und die die Geschäfte vorbereiteten. Solche gab es für die Diplomatie, das Militär, die Finanzen und die Staatswirtschaft, die Rechtspflege, die Polizei und öffentliche Sicherheit und die Staatsverwaltung. Weitere Kommissionen wie der Erziehungsrat, die Handlungskammer oder der Sanitätsrat setzten sich teils aus Kleinräten und Fachleuten, teils nur aus Fachleuten zusammen. Das System der Dikasterien wurde 1848 vom Departementalsystem abgelöst, in dem jeder Regierungsrat einem oder mehreren Departementen vorstand. Das Appellationsgericht (seit 1841 Obergericht genannt) als oberstes Organ der richterlichen Gewalt bestand in der Restaurationszeit ganz aus Mitgliedern der Regierung. 1829 kam die Gewaltentrennung zwischen Exekutive und Judikative wieder zum Zuge, doch erst 1976 wurde die Unvereinbarkeit der Mitgliedschaft in Obergericht und Grossem Rat in der Verfassung festgeschrieben.

### Gesellschaft und Wirtschaft im 19./20. Jahrhundert
Die zwei Jahrhunderte seit dem Umbruch, der in der Helvetik manifest wurde, brachten in allen Lebensbereichen neue und immer raschere Entwicklungen. Die Auseinandersetzungen zwischen mehr doktrinären Anhängern staatlicher Eingriffe in das Kirchenleben und ihren mehr pragmatischen Gegnern verschärften sich im 19. Jahrhundert noch und wurden zu einem tragenden Thema im Parteienkampf zwischen Liberalen und Konservativen, der um die Mitte des 19. Jahrhunderts Profil annahm und erst nach dem letzten Konzil abebbte. Neben diesen hatten weitere Parteien Mühe, sich zu profilieren. Die Christlich-Sozialen wurden unter dem gemeinsamen Mantel der Weltanschauung von den Konservativen vereinnahmt, während die mehr aus der liberalen Partei herausgewachsenen Sozialdemokraten immer eine kleine Gruppe blieben. Andere Fragen wie Umweltschutz, Sicherung des Sozialnetzes und Gleichstellung der Geschlechter drängten sich seit den siebziger Jahren in den Vordergrund der politischen Auseinandersetzungen und zeitigten neue politische Gruppierungen.
Gesamtgesellschaftlich gesehen nahm der Anteil der landwirtschaftlichen Bevölkerung stetig ab; sie wurde zwar zahlenmässig marginalisiert, nicht aber politisch. Die freiwerdenden Arbeitskräfte wanderten zuerst vorwiegend in die Industrie und später in die Dienstleistungen ab. Wirtschaftlich verlor der Kanton den Charakter eines Bauernlandes mit Kleinbauern in den Voralpen und im Ackerbaugebiet, die in der Heimarbeit einen unverzichtbaren Nebenverdienst suchten, und Grossbauern in der Feldgrasbauzone. In den 1870er- und 1880er-Jahren bildete sich der Ackerbau stark zurück, weil moderne Verkehrsmittel billigere Ackerbauprodukte heranbrachten, und machte der Vieh- und Milchwirtschaft Platz. Weil auch die Arbeitskräfte knapp wurden, nahm die Mechanisierung des bäuerlichen Alltags und damit die Verschuldung eine immer raschere Gangart an. Zu einem wichtigen Wirtschaftsfaktor entwickelte sich im Gefolge des enormen Ausbaus der Verkehrswege der Tourismus im Raum Luzern und Vierwaldstättersee, der allerdings starken Schwankungen unterworfen war und nicht zuletzt auf internationale politische Vorgänge wie die Weltkriege und andere Krisen empfindlich reagierte. Die Ansiedlung der Industrie mit Schwerpunkten in der Region Luzern und im Norden des Kantons erfolgte nur zögerlich. Sie wurde weder von liberalen noch von konservativen Regierungen aktiv gefördert.

### Integrationen
Seinen Weg in die Gegenwart verfolgte der Kanton Luzern im eidgenössischen Rahmen. Der Vergleich mit anderen ehemaligen Stadtstaaten zeigt, dass Luzern die neuen politischen Errungenschaften in seiner Verfassung nachhaltiger als andere integrierte. Der Bundesvertrag von 1815 löste die napoleonische Mediationsakte ab. Dessen Revision (1833) wurde in Luzern von der Regierung aktiv vorangetrieben, scheiterte aber in der Volksabstimmung. Die Zustimmung zur Bundesverfassung von 1848 erfolgte alles andere als spontan. Die Verflechtung mit dem Bund hat sich seither mit wachsendem Tempo verdichtet. Immer mehr Entscheide fielen auf der höheren eidgenössischen, immer weniger autonom auf kantonaler Ebene. Die Souveränität verschob sich in immer stärkerem Masse von den Kantonen auf den Bund. Die innere Öffnung des Wirtschaftsraumes Schweiz von 1848, in der Folge die Verkehrsentwicklung mit den Eisenbahnen und den Strassenbauten und seit 1945 das Vordringen des Sozialstaates waren wesentliche Elemente dieser Verschiebung, welche die Bevölkerung unmittelbar betrafen. Wir stehen so heute dem helvetischen Einheitsstaat von 1798 näher als dem föderalistischen Staatswesen vor 1848.
Jene Aufgabenbereiche, die den Kantonen verblieben, stellten mit der Zeit höhere Anforderungen. Diesen versuchte man insbesondere seit dem ausgehenden 19. Jahrhundert durch verstärkte Zusammenarbeit unter den Kantonen zu entsprechen. Davon zeugen neben den Konferenzen der Regierungsmitglieder vor allem die Konkordate insbesondere im Schulbereich oder im Strafvollzug. Im Bildungswesen übernahm der Kanton Luzern als Standortkanton des Zentralschweizerischen Technikums (Fachhochschule Zentralschweiz, heute: Hochschule Luzern) überregionale Aufgaben. Die Anstrengungen zur Errichtung einer Universität wurden durch den negativen Volksentscheid von 1978 verzögert und hatten erst im Jahr 2000 Erfolg.
Wie der Kanton Luzern im 19. Jahrhundert enorme Mühe bekundete, sich in den neuartigen Bundesstaat einzufügen, ebenso schwer kann sich die Schweizerische Eidgenossenschaft als ganzes in der Gegenwart dazu entschliessen, sich in ein neu gestaltetes Europa hineinzudenken. Die Verflechtung mit europäischen Umwälzungen war bereits in der Helvetik schmerzlich zu spüren. Und der Sturz Napoleons (1813/14) machte den Weg frei für die Beseitigung der Mediationsverfassungen, die Julirevolution in Paris 1830 löste in den meisten Kantonen politische Veränderungen aus. Die Bundesverfassung von 1848 ist wiederum eingebunden in ein europäisches Revolutionsjahr. Seither hat sich auch diese Verflechtung politisch, wirtschaftlich und gesellschaftlich noch verstärkt. Das hinderte das Land nicht, sich aus den europäischen Kriegen und den beiden Weltkriegen herauszuhalten und auch in der Nachkriegszeit die Neutralität als Maxime seiner Aussenpolitik zu bewahren.
Textgrundlage mit Erlaubnis aus dem Staatsarchiv Luzern